# SREBP
SREBP står för "Sterol regulatory element-binding protein" och är en transkriptionsfaktor som binder till DNA-sekvensen "TCACNCCAC", även kallad "sterol regulatory element". SREBP-1 och SREBP-2 är två isoformer av transkriptionsfaktorn, de är indirekt viktiga för kolesterolsyntesen (SREBP-2), samt upptag och metabolism av fettsyror (SREBP-1).
Celler behöver kolesterol i ett flertal olika processer, bland annat bildningen av ämnen som gallsalter och kortisol. När kolesterolnivåerna sjunker signalerar cellen detta genom SREBP-2, som inducerar nysyntes av kolesterolmolekyler genom att de enzymer som medierar denna nysyntes transkriberas i större mängder av cellen.
Insulin och kolesterolderivat ökar aktiviteten hos SREBP-1.